# Kaohsiung International
Die Kaohsiung International waren im Badminton offene internationale Meisterschaften von Taiwan. Sie waren neben den Chinese Taipei Open eines der bedeutendsten internationalen Badmintonturniere des Landes.

## Die Sieger
| Saison | Herreneinzel      | Dameneinzel     | Herrendoppel                  | Damendoppel                 | Mixed                   |
| ------ | ----------------- | --------------- | ----------------------------- | --------------------------- | ----------------------- |
| 2010   | Pakkawat Vilailak | Chiang Pei-hsin | Bodin Isara Maneepong Jongjit | Chou Chia-chi Tsai Pei-ling | Su Yi-neng Lai Chia-wen |